# Dermival Almeida Lima
Dermival de Almeida Lima, meglio noto solo come Baiano (San Paolo, 26 giugno 1978), è un ex calciatore brasiliano, di ruolo centrocampista.

## Palmarès

### Club

#### Competizioni rnazionali
- Torneo Rio-San Paolo: 1

Santos: 1997
- Campionato brasiliano di seconda divisione: 1

Palmeiras: 2003
- Campionato Brasiliense: 1

Brasiliense: 2013

#### Competizioni internazionali
- Coppa CONMEBOL: 1

Santos: 1998